# Skoky do vody na mistrovství Evropy v plaveckých sportech 1954
Závody v skocích do vody na mistrovství Evropy v plaveckých sportech za rok 1954 proběhly v Turíně, Itálie ve dnech 31. srpna až 5. září 1954.

## Československá stopa
Československo reprezentoval Tomáš Bauer (*1932) z armádního klubu ÚDA. V disciplíně skoku z 3 m prkna obsadil v kvalifikaci 18. místo z 29 závodníků.

## Výsledky
| Muži              | Zlato                        | Zlato  | Stříbro               | Stříbro | Bronz                   | Bronz  |
| ----------------- | ---------------------------- | ------ | --------------------- | ------- | ----------------------- | ------ |
| Skoky z 3 m prkna | Roman Brener (URS)           | 153,25 | Gennadij Udalov (URS) | 141,16  | Christian Pire (FRA)    | 136,97 |
| Skoky z 10 m věže | Roman Brener (URS)           | 144,01 | Micheil Čačba (URS)   | 142,06  | Peter Heatly (GBR)      | 133,59 |
| Ženy              | Zlato                        | Zlato  | Stříbro               | Stříbro | Bronz                   | Bronz  |
| Skoky z 3 m prkna | Valentina Čumičevová (URS)   | 129,45 | Birte Hansonová (SWE) | 126,24  | Ljubov Žigalovová (URS) | 125,30 |
| Skoky z 10 m věže | Taťjana Karakašjancová (URS) | 79,86  | Birte Hansonová (SWE) | 72,17   | Eva Pfarrhoferová (AUT) | 65,68  |

## Medailová bilance
Ve skocích do vody se rozdělily celkem 4 sady medailí.
| Pořadí | Stát                     |       | Muži    | Muži  | Muži  |         | Ženy  | Ženy  | Ženy    |       | Muži + Ženy | Muži + Ženy | Muži + Ženy | Celkem |
| Pořadí | Stát                     | Zlato | Stříbro | Bronz | Zlato | Stříbro | Bronz | Zlato | Stříbro | Bronz |             |             |             | Celkem |
| ------ | ------------------------ | ----- | ------- | ----- | ----- | ------- | ----- | ----- | ------- | ----- | ----------- | ----------- | ----------- | ------ |
| 1.     | Sovětský svaz (URS)      |       | 2       | 2     | 0     |         | 2     | 0     | 1       |       | 4           | 2           | 1           | 7      |
| 2.     | Švédsko (SWE)            |       | 0       | 0     | 0     |         | 0     | 2     | 0       |       | 0           | 2           | 0           | 2      |
| 3.     | Francie (FRA)            |       | 0       | 0     | 1     |         | 0     | 0     | 0       |       | 0           | 0           | 1           | 1      |
| 3.     | Rakousko (AUT)           |       | 0       | 0     | 0     |         | 0     | 0     | 1       |       | 0           | 0           | 1           | 1      |
| 3.     | Spojené království (GBR) |       | 0       | 0     | 1     |         | 0     | 0     | 0       |       | 0           | 0           | 1           | 1      |
| Celkem | Celkem                   |       | 2       | 2     | 2     |         | 2     | 2     | 2       |       | 4           | 4           | 4           | 12     |